# Parafia Wniebowzięcia Najświętszej Maryi Panny i św. Augustyna w Kurozwękach
Parafia pw. Wniebowzięcia Najświętszej Maryi Panny i Świętego Augustyna w Kurozwękach – parafia rzymskokatolicka znajdująca się w diecezji sandomierskiej w dekanacie Staszów. Erygowana w 1809. Mieści się przy ulicy Kościelnej.